# 舘糾
舘 糾（たち ただす、1925年10月2日 - 2007年3月29日）は、日本の経営者。鐘淵化学工業(現在のカネカ)社長、会長を務め、日本化学会会長、化学工学会会長、化学教育協議会議長を歴任した。

## 経歴
京都府京都市出身。1950年に京都大学農学部農林学科を卒業し、同年に鐘淵化学工業(のちのカネカ)に入社。1971年5月に取締役に就任し、1978年6月に常務、1980年6月に専務を経て、1989年6月に社長に就任。1994年6月に会長に就任し、1999年6月から相談役を務めた。
2007年3月29日、肺炎のために死去。81歳没。かつて舘が特別顧問を務めていた国際教育学会では、舘の功績を称え、2007年度より学会賞として「国際教育学会・舘糾賞」を設立し、2014年度の第6回まで授賞が行われた。